# Tumulus van Verlaine
De Tumulus van Verlaine (lokaal aangeduid met Tombe de Verlaine en Campagne de la Tombe) is een Gallo-Romeinse grafheuvel bij Verlaine in de gelijknamige gemeente in Belgische provincie Luik. De heuvel ligt ten noordwesten van het dorp ter plaatse van campagne de la tombe aan T-splitsing van de Grand Route met de Voie de la Tombe.
De heuvel is gewijzigd, omdat ze niet bewaard is in het geheugen. De tumulus geeft geen archeologische informatie. De doorsnede van de heuvel was ongeveer twintig meter en heeft thans een hoogte van 3,4 meter.

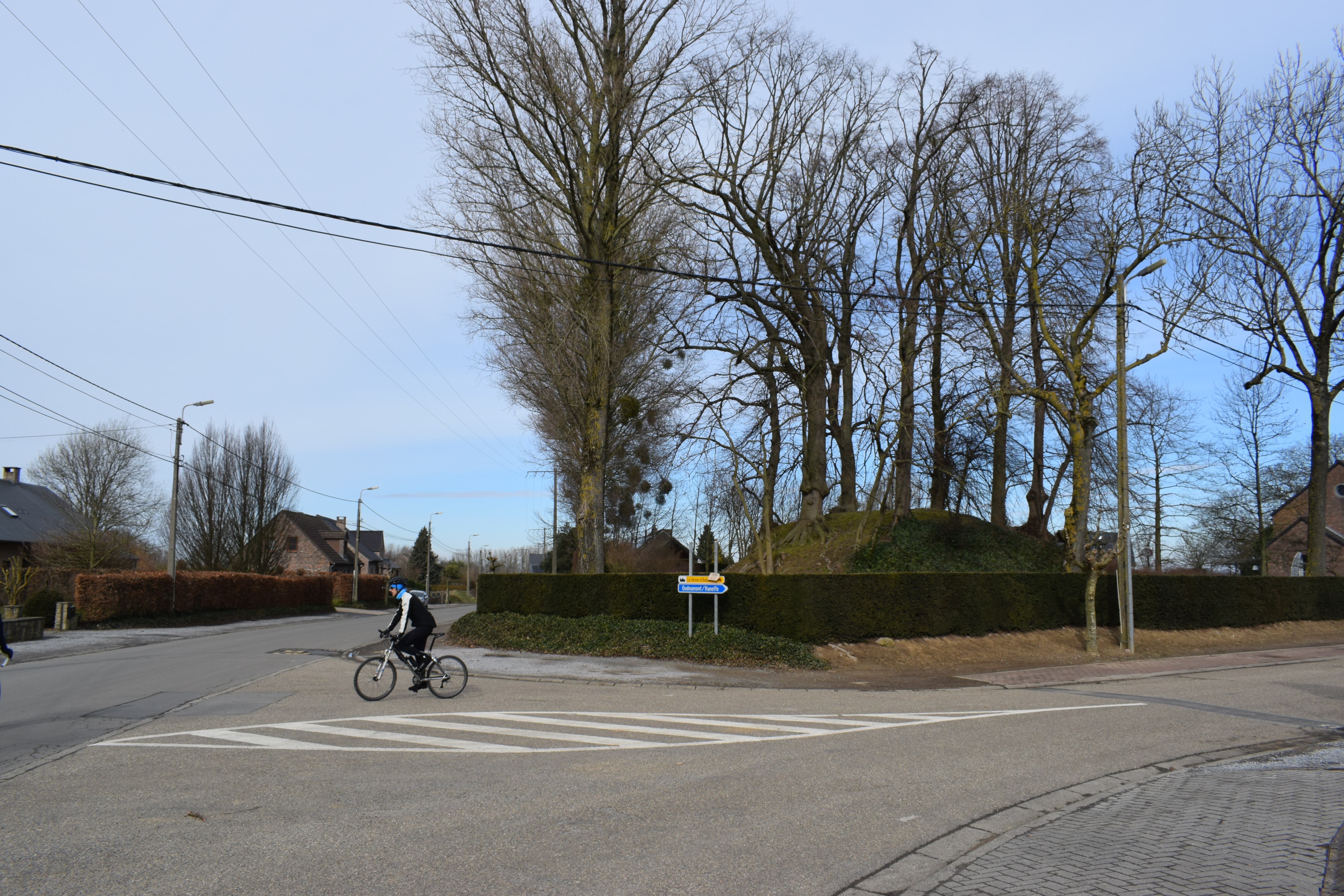
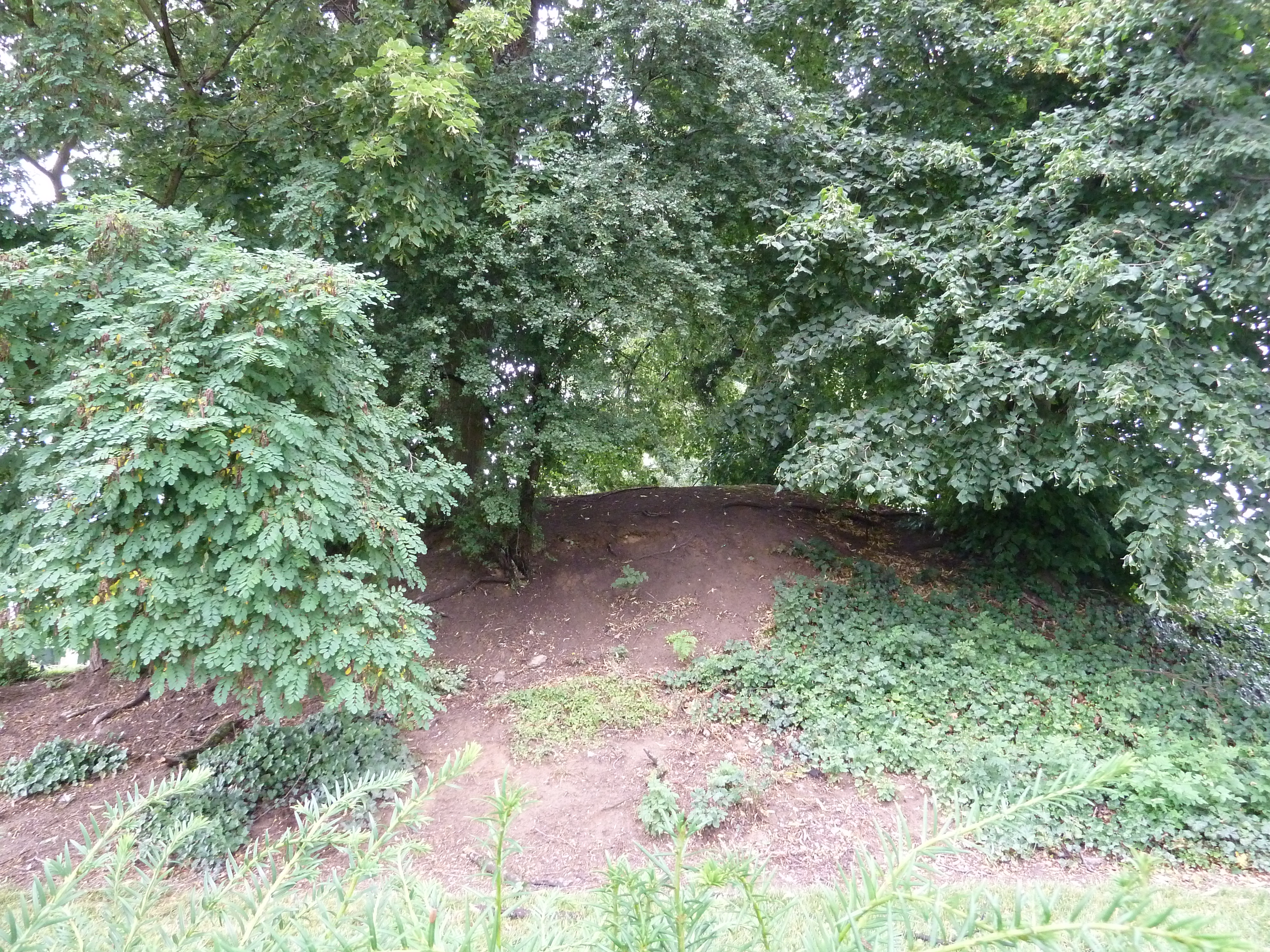